# In My Place
"In My Place" er en sang af det engelske alternativ rock-band Coldplay. Sangen blev skrevet i samarbejde mellem alle bandmedlemmerne til deres andet album, A Rush of Blood to the Head. Nummeret er bygget op omkring dunkende trommer, klingende guitarer og et omkvæd. Den blev udgivet den 5. august 2002 som førstesingle fra A Rush of Blood to the Head og nåede andenpladsen på den britiske hitliste. Sangen nåede også syttendepladsen på Billboards Modern Rock Tracks.
"In My Place" blev godt modtaget af kritikere. Sangen blev rost for sin musik og dybtgående lyrik. "In My Place" vandt prisen for bedste rockoptræden af en duo eller gruppe med vokal ved Grammy Award 2003. Musikvideoen blev nomineret til to MuchMusic Video Awards i 2003 i kategorierne bedste internationale videogruppe og People's Choice: Bedste internationale gruppe.

## Baggrund
I et interview med Q-magasinet fortalte Coldplay-forsanger Chris Martin, at "In My Place" var en sang, der var i overskud fra bandets debutalbum, Parachutes (2000). Da bandet havde færdiggjort optagelserne til deres andet album, A Rush of Blood to the Head, sagde Martin, at albummet var komplet. Efter at guitarist Jonny Buckland spillede sangen på sin guitar, erklærede Martin dog, at de var nødt til at optage og udgive sangen med albummet. Martin sagde også: "Det handler om der, du bliver sat i verden, og hvordan du er givet din placering, og måde du ser ud på, og hvordan du er nødt til at komme videre med det."
I et interview afslørede Buckland at sangen var svær at optage, da bandet havde spillet sangen live. Han fortalte også, at da de påbegyndte optagelserne, vidste de ikke hvordan sangen skulle lyde, fordi bandmedlemmerne havde modstridende ideer.

## Komposition
Sangen åbner med et enkelt crashbækken efterfulgt at to takter 4/4-slag, hvorefter et klagende tre-toners guitarriff ringer gennem en klimprende rytme og Martins vokal. Instrumenteringen er varieret med lyden af dunkende trommer, ringende guitarer, et omkvæd der opfordrer til fællessang og et strengarrangement. Sangen indeholder også et guitarlick.
Tredje vers' tre linjer henviser til en mands kærlighed til en kvinde, der ikke gengælder hans kærlighed. Han siger, at han altid vil vente på hende, men at han ikke synes, at hun skal blive, hvor hun er, længere. Lyrikken fremhæver: "But I wait for you/if you go, if you go/leaving me here on my own/well I wait for you" ("Men jeg venter på dig/hvis du går, hvis du går/efterlader mig her for mig selv/venter jeg stadig på dig."). Sangens lyrik indeholder også henvisninger til et begær efter træt optismisme.

## Udgivelse
Coldplay udgav "In My Place" i USA og Storbritannien den 5. august 2002 som albummets førstesingle. Singlen blev udgivet med to B-sider: "One I Love" og "I Bloom Blaum". Singlens cover viser guitarist Jonny Buckland, og er kunstnerisk udført af den norske fotograf Sølve Sundsbø.
"In My Place" toppede som nummer to på UK Singles Charts den 17. august 2002, men blev holdt fra førstepladsen af Darius Danesh' "Colourblind". Den forblev nummer to indtil den 23. november 2002. Sangen nåede 17.-pladsen på Billboards topliste Alternative Songs i 2002. Bandet havde endnu ikke haft en single på førstepladsen. I 2005 nåede "Speed of Sound", førstesinglen fra bandets tredje album, X&Y, også andenpladsen, men aldrig førstepladsen. "Speed of Sound" var Coldplays mest succesfulde single indtil "Viva la Vida" nåede førstepladsen i 2008.
En liveoptagelse af "In My Place" fra Glastonbury Festival 2011 blev udgivet som download den 26. juni 2011.

### Modtagelse
Kritikerne var positive over for sangen. I Entertainment Weeklys anmeldelse af albummet skrev kritiker David Browne: "Sange som 'In My Place' og 'Warning Sign' forener tekster om stor fortrydelse og fejltrin (''...You were an island / And I passed you by'' (''...Du var en ø / Og jeg passerede forbi dig'' i den sidstnævnte meget rørende sang) med lyriske melodier og guitarhooks der funkler og skinner." Adrien Begrand fra PopMatters skrev: "Når den flimrende og smukke førstesingle 'In My Place' repræsenterer albummets svageste øjeblik, ved du, at du har fat i noget ekstraordinært. Mens den lige nu stormer op af hitlisterne som 'Yellow', er 'In My Place' endnu en overraskende simpel sang, der holdes oppe af Jon Bucklands ringende guitar og Chris Martins hjertefølte vokaler. Det burde virkelig ikke blive noget stort, men Coldplay får det til at fungere rigtigt godt. Når Martin synger "Please, please, please/Come back and sing to me," ("Please, please, please/Kom tilbage og syng for mig,") sælger han den totalt, og man køber den. Og hvorfor ikke? Sangen er smuk. Amy M. Bruce fra The Towerlight skrev: "Med en håndfuld indadvendte rocksange som 'In My Place' og 'God Put a Smile upon Your Face,' lever albummet op til den hype, der har været omkring bandets første album." Jules Willis fra BBC skrev: "Det andet nummer, det første der blev skrevet efter Parachutes – og som lyder som en flygtning fra netop det album – er nummeret 'In My Place'. Det er en fantastisk popsang, der retfærdiggør Coldplays status som et af Storbritanniens mest spændende bands."
"In My Place" vandt en Grammy i kategorien bedste rockoptræden af en duo eller gruppe med vokal ved Grammyuddelingen i 2003. Sangen blev nomineret til to MuchMusic Video Awards for bedste internationale videogruppe og People's Choice: Bedste internationale gruppe.
I 2003 blev "In My Place" udgivet på Coldplays livealbum, Live 2003. Sangen høres også i et afsnit fra 2006 af CBS-serien Cold Case. Sangen blev brugt under en afslutningsmontage om en sag fra 2003. Nummeret optrådte igen i et afsnit af tv-serien Fastlane. Sangen kan også spilles i Guitar Hero 5 (2009).

## Musikvideo
Musikvideoen til "In My Place" blev instrueret af Sophie Muller og havde premiere den 17. juni 2002 på AOL. Den indeholder en bandoptræden, hvor bandet spiller i et stort, næsten tomt rum. To kvinder i baggrunden er medlemmer af videoholdet: en sminkør/garderobeassistent og pladeselskabets musikvideomedarbejder. Videoen starter med at bandet spiller; mens de spiller rejser Chris Martin, der sidder i et hjørne, sig, slutter sig til bandet og begynder at synge. Martin synger direkte til kameraet i videoen. Under guitarsoloen løber Martin hen til to kvinder i baggrunden, snakker med dem et stykke tid og løber så tilbage og synger resten af sangen. Videoen ender med at bandet færdiggør sangen.

## Sporliste
1. "In My Place" – 3:48
2. "One I Love" – 4:35
3. "I Bloom Blaum" – 2:11

Alle versioner af den officielle single indeholdt B-siden, "One I Love". Denne sang blev ofte spillet på den efterfølgende A Rush of Blood to the Head Tour og er også indeholdt på dvd'en Live 2003.

## Hitlister
| Hitliste (2002)                                | Højeste placering |
| ---------------------------------------------- | ----------------- |
| Australiens singlehitliste                     | 23                |
| Canadas singlehitliste                         | 2                 |
| Danmarks singlehitliste                        | 16                |
| Frankrigs singlehitliste                       | 60                |
| Italiens singlehitliste                        | 4                 |
| Irlands singlehitliste                         | 2                 |
| New Zealands RIANZ-singlehitliste              | 24                |
| Norges singlehitliste                          | 17                |
| Polens singlehitliste                          | 1                 |
| Storbritanniens singlehitliste                 | 2                 |
| USA's Billboard Bubbling Under Hot 100 Singles | 17                |
| USA's Billboard Hot Modern Rock Tracks         | 17                |